# Electra, Texas
Electra är en ort i Wichita County i delstaten Texas, USA.